# 飛田尚美
飛田 尚美（とびた なおみ、1987年1月13日 - ）は、大阪府出身の日本のタレント、グラビアアイドル、女優。大阪スクールオブミュージック専門学校卒業、2009年までファンタスター大阪事務所所属。関西を中心に活動していた。

## 人物
- 大阪出身、血液型はO型。身長154cm。愛称「なおみっち」
- 趣味は音楽鑑賞、演劇鑑賞、映画鑑賞、読書。
- 特技はダンス、手品。
- 撮影会などグラビアは封印中。
- 過去に劇団ひまわり、Eフラットプロモーションに所属していた事があり先輩の熊谷奈美とは現在も交流がある。
- 友近とともに倖田來未のモノマネを披露した。（枠アリ!2010.04放送）

＊１０月引退をアメーバブログにて引退を表明
- （引退表明文書）

終焉！今までありがとうございました!! 2011年10月26日(水) 
2011年10月で芸能界を引退します。
突然ですいませんがここにて報告させていただきます。
これからは資格をとるため学業に専念します。
いろいろ私なりに考えた結果です。
フェイドアウトで消えたらいいやと思ったけど自分を追い込むためにも引退することにしました。
ブログはたぶん消します。
Twitterは悩み中…
応援してくださった方々、お世話になった方々や
素敵な仲間やライバルがいたから頑張ってこれました。
話したいこといっぱいあるけど一番伝えたいのは、
『出会えたことに感謝』一生忘れません。
どこかで見かけたら
声かけてくださいね。
今まで本当にありがとうございました！！！

飛田尚美
- 2014年7月より、モデル・MC・コンパニオン事務所「Victoria」に所属。芸名は「NAOMI」

## 出演

### TV
- 『女性ホルモン分泌バラエティー 全力☆が〜る』 (毎日放送)
- 『爆!爆!爆笑問題』（TBSテレビ）
- 『メイドインカンサイ』（関西テレビ）
- 『枠アリ!』 (MBSテレビ)
- 『オールザッツ漫才』2010年 (MBSテレビ)
- 『美女裁判〜恋愛裁判員制度〜』レギュラー（ABCテレビ）
- 『鉄筋base』（関西テレビ）
- 『マヨブラ流』 (読売テレビ)
- 『メイド刑事』（テレビ朝日系列）
- 『明日どこいこ』（ベイ・コミュニケーションズ）

### CM
- 『ユニバーサル・スタジオ・ジャパン』

### インターネット動画
- YouTube配信
  - ジェクスグラマラスバタフライ
- USTREAM配信
  - 大丸心斎橋店×エフエムちゅうおう
  - 『うふふガールズch』

### その他
- 『日本大衆音楽文化協会』 Jaccomミュージックフェスティバル　特別賞
- 『ヤマハ』 TEENS' MUSIC FESTIVAL　奨励賞